# 光訊控股
光訊控股集團有限公司，簡稱光訊控股集團，以及光訊控股（英語：eCyberChina Holdings Limited，港交所除牌時0254.HK），在1999年7月23日，由金獅亞洲有限公司更名而來，也就是當時華建控股有限公司入主，前身為「信僑控股有限公司」，以及「光訊聯網集團有限公司」。
當時業務在香港經營房地產和資訊科技業務，但由於母公司受到財政問題而出售給劉智遠和有關人士，於是在2008年7月4日更名為中國戶外媒體集團有限公司，也就是轉為經營內地廣告業務。

## 連結
- COMG.com.hk